# Horodnic de Jos
Horodnic de Jos è un comune della Romania di 2 525 abitanti, ubicato nel distretto di Suceava, nella regione storica della Bucovina.
Il comune è formato dall'unione di 2 villaggi: Călugărița e Horodnic de Jos.
Nel 2003 il preesistente comune di Horodnic è stato suddiviso nei due comuni di Horodnic de Jos e Horodnic de Sus.
Horodnic de Jos ha dato i natali allo scrittore Dimitrie Prelipcean (1927-1987).